# Dom Concordia

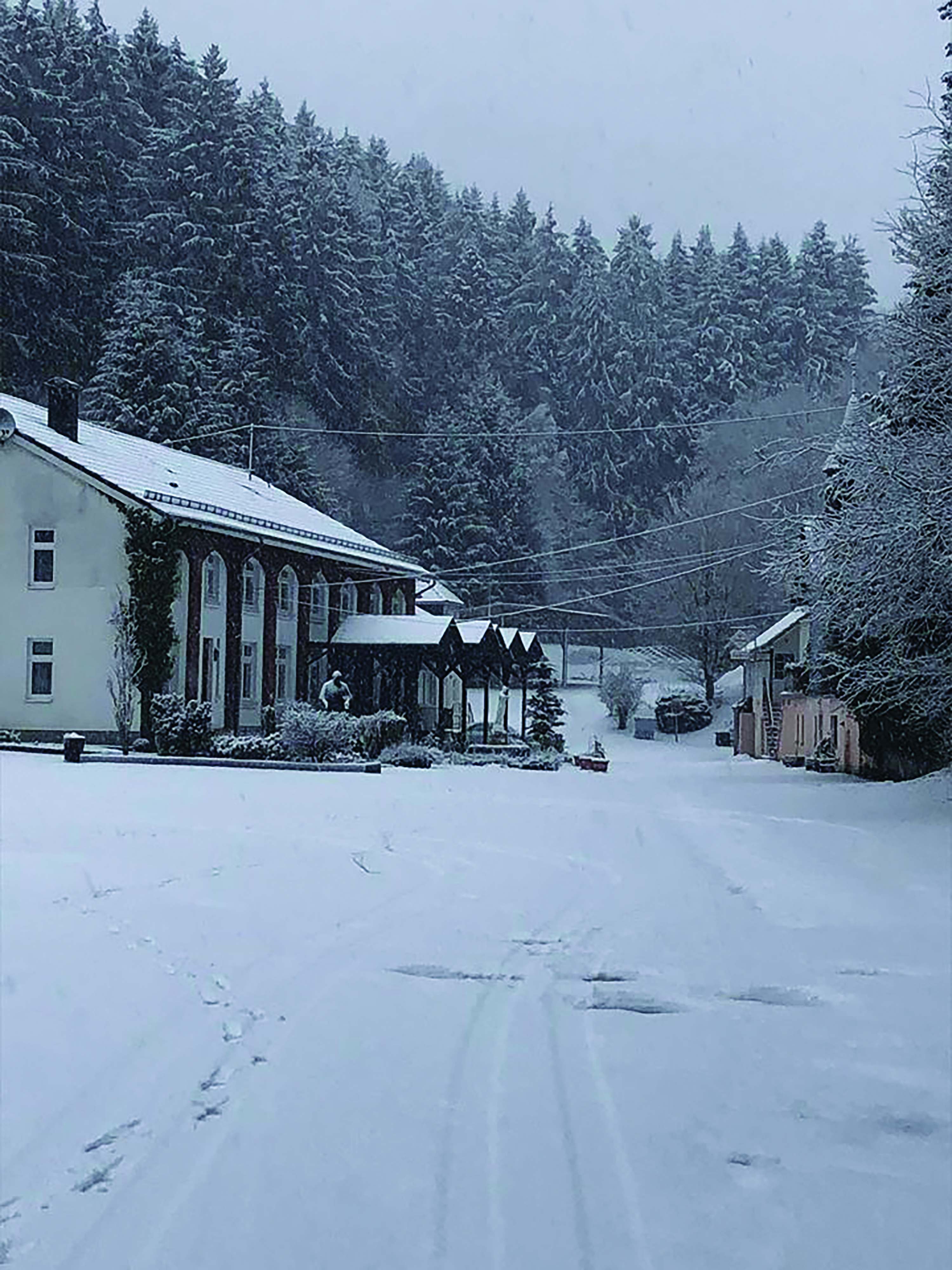
Haus Concordia – polonijny ośrodek w Niemczech

Haus Concordia – katolicki ośrodek polonijny w Herdorf-Dernbach w Nadrenii-Palatynacie w Niemczech prowadzony przez stowarzyszenie Chrześcijańskie Centrum Krzewienia Kultury, Tradycji i Języka Polskiego w Niemczech (niem. Christliches Zentrum zur Förderung der polnischen Sprache, Kultur und Tradition in Deutschland).
Ośrodek działa od 1994 roku i podlega Polskiej Misji Katolickiej w Niemczech.